# Народно читалище „Велян Чипуров“ (Смилево)
Народно читалище „Велян Чипуров“ е българско читалище в село Смилево, основано на 21 октомври 1941 година по време на Българското управление в Македония (1941 – 1944).
След като от лятото на 1941 година село Смилево влиза в границите на Царство България, още от есента на същата година в селото са възстановени българското училище и българското читалище, съществували през Възраждането.
В протокола от Учредителното събрание е записано: „Днес, 21 октомври 1941 г., 81 жители на село Смилево, съзнали нуждата от по-голяма просвета, както за тях, така и за идните поколения, се събрахме на общоселско учредително събрание в училището на същото село за основаване на читалище“. Събралите се избират бюро за ръководство на събранието в състав: Димко Кочанков (председател), учителя Друми Друмев Матев (секретар) и членове на бюрото Тома Ковачев и Велян Петров Даскалов.
Учителят Тодор Тодоров Сираков изнася беседа за появата и развитието на българското читалище, за неговата ролята в епохата на Възраждането и за целите и задачите му в съвременността.
Решава се единодушно читалището да носи името на българския учител и революционер Велян Илиев Чипуров, родом от селото, войвода на ВМОРО, загинал в бой с турците. В учредителния протокол е отбелязано, че желанието да се увековечи името на този заслужил просветен деец и борец за свободата на македонските българи е посрещнато с възторжено одобрение.
Обсъжда се и се приема Устав на читалището. Избира се ръководният и контролният орган. За председател на настоятелството е избран Георги Петров Чуранов, за подпредседател – Велян Кръстев Николов. В настоятелството влизат и тримата учители в Смилево: Тодор Тодоров Сираков, Велян Петров Даскалов и Друми Друмев Матеев.
На 2 ноември е проведено първото общо събрание. Решава се една стая от долния етаж на общинския дом в Смилево да се отдели за читалня и библиотека, като бъде разширена, измазана и снабдена с необходимия инвентар. На настоятелството се възлага да отправи благодарствено писмо до читалището в с. Борован, Белослатинска околия (в стара България) за подарени 70 тома книги.